# 하드리아누스 신전

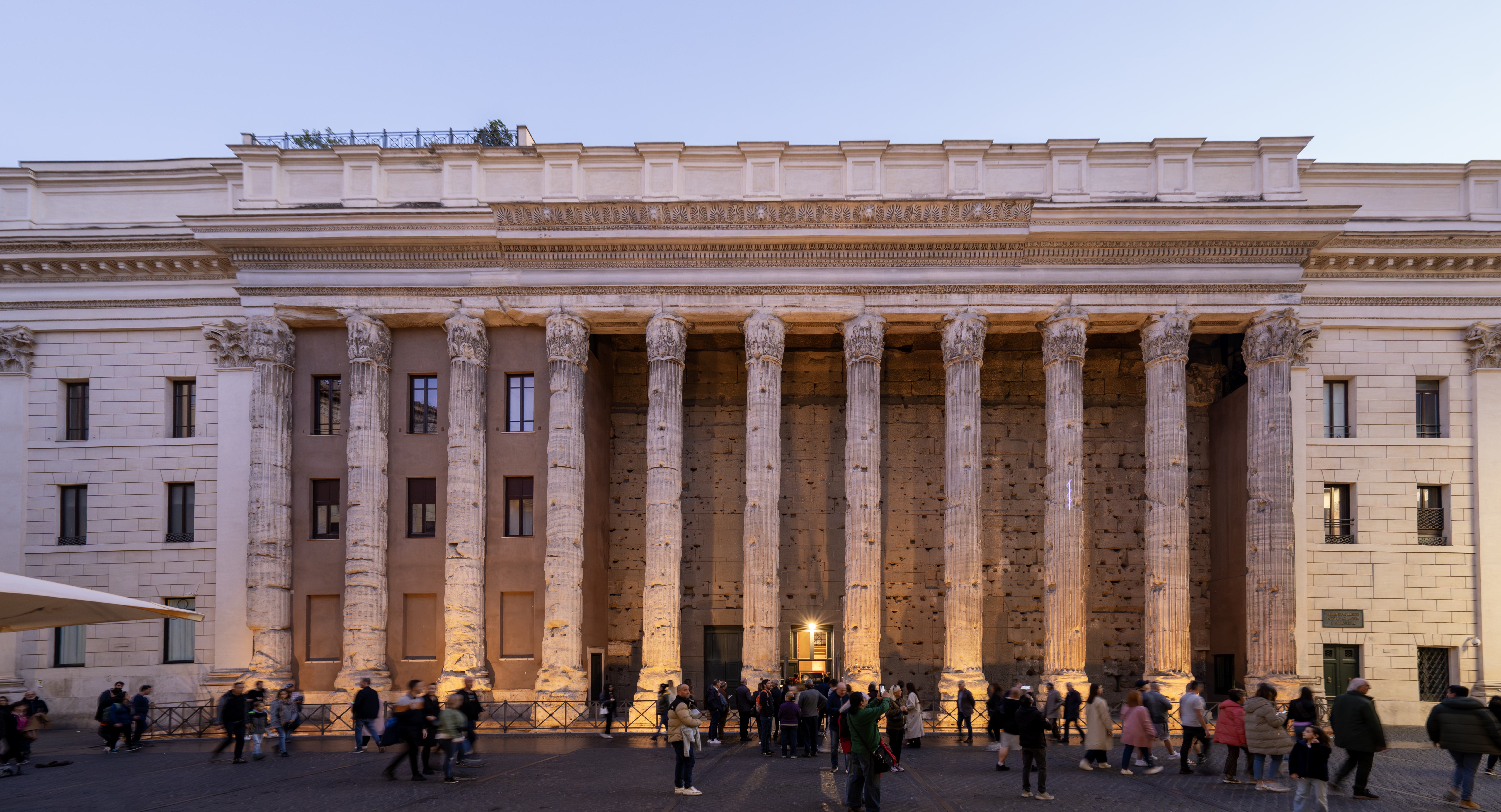

하드리아누스 신전(Temple of Hadrian, Templum Divus Hadrianus, Hadrianeum)은 2세기의 로마 황제 하드리아누스를 받들어 지어진 신전이다. 내부는 비교적 화려하지 않지만 정면 현관의 장식은 화려하고 아치의 중앙에는 여신 티케, 문 안쪽에는 양손을 벌린 메두사가 조각되어 있다. 그 주위로 신들과 아마존, 동물 등이 그려져 있다.